# Tàlames
Talames (en grec antic Θαλάμη) va ser una ciutat de Lacònia que en diversos períodes històrics va pertànyer a Messènia.
Segons la tradició, va ser fundada per Pèlops, que després que la seva germana Níobe es casés amb Amfíon va portar colons des de Beòcia a aquelles terres. En temps d'Estrabó la ciutat s'anomenava Talames beòcia, com si hagués acollit una colònia d'aquell país.
Pausànias la situa entre les ciutats que en temps d'August van passar a formar part de l'Eleutero-Lacònia i la situa a 80 estadis d'Etilos i a 20 de Pefnos. A la via que portava cap a aquella ciutat, hi havia un temple i un oracle d'Ino que revelava el futur als que dormien al temple. Fins i tot els reis d'Esparta dormien allí algunes vegades per saber què els esperava, segons diuen Plutarc i Ciceró. Vora el temple hi havia unes estàtues de bronze de Pasífae i d'Hèlios. Els talamites creien que Pasífae era una representació de Selene.